# Розамънд Лъптън
Розамънд Лъптън (на английски: Rosamund Lupton) е английска писателка на бестселъри в жанра трилър.

## Биография и творчество
Розамънд Лъптън е роден на 22 юли 1964 г. в Кеймбридж, Англия. Още от малка обича да пише.
Завършва Университета Кеймбридж с бакалавърска степен по английска литература. След дипломирането си работи като копирайтър на свободна практика и рецензент, пише критика за „Литературен преглед“. Печели конкурса за нови писатели на Телевизия „Карлтън“ и става сценарист в Би Би Си. Работи и за независими филмови компании. Посещава курсове за творческо писане.
Когато малкото ѝ дете тръгва на училище, тя се насочва към литературата. Първият ѝ роман – „Сестра“ – е публикуван през 2010 г. Той представя историята на Беатрис, която издирва изчезналата си сестра Тес, живееща в Лондон. Той веднага става международен бестселър и получава одобрението на критиката. Удостоен е с наградата на списание „Странд“ и наградата „Нелсън“ за най-добър първи роман.
Следващият ѝ трилър – „После“ – е публикуван през 2011 г. Разказът е за майката на Джени и Адам, Грейс, която търси тайнствения преследвач на децата си. Романът също влиза в списъците на бестселърите и е избран за един от най-добрите трилъри на 2012 г.
Произведенията на писателката са преведени на над 30 езика по света.
През 2010 г. регистрира собствена фирма – „Rosamund Lupton Limited“ – със седалище в Лондон.
Розамънд Лъптън живее със семейството си в Лондон.

## Произведения

### Самостоятелни романи
- Sister (2010)
Сестра, изд. „Ентусиаст“ (2011), прев. Мария Чайлд
- Afterwards (2011)
После, изд. „Ентусиаст“ (2014), прев. Мария Чайлд
- The Quality of Silence (2015)
Тишина, изд. „Ентусиаст“ (2018), прев. Мария Чайлд
- Three Hours (2020)